# Boxer (альбом)
Boxer — четвёртый студийный альбом инди-рок группы The National, вышел 22 мая 2007 года на лейбле Beggars Banquet. По всему миру было продано свыше 300 000 копий пластинки, в первую неделю было продано 9500 копий. В записи песен «Ada» and «Racing Like a Pro» принял участие Суфьян Стивенс. В композиции «Slow Show» использовались слова песни «29 Years» из дебютного альбома группы. Французский режиссёр Винсент Мун снял фильм «A Skin, a Night» о создании альбома «Boxer», который вышел 20 мая 2008 года, одновременно с мини-альбомом The National «Virginia» .
На обложку альбома помещена фотография с выступления группы на свадьбе у своего продюсера Питера Кэтиса.
| Совокупная оценка | Совокупная оценка                                                        |
| Источник          | Оценка                                                                   |
| ----------------- | ------------------------------------------------------------------------ |
| Metacritic        | 86                                                                       |
| Оценки критиков   |                                                                          |
| Источник          | Оценка                                                                   |
| Allmusic          | [ 7 ]                                                                    |
| AbsolutePunk      | (95%)                                                                    |
| Pitchfork Media   | (8.6/10)                                                                 |
| PopMatters        | (9/10)                                                                   |
| Rolling Stone     | 4 из 5 звёзд · 4 из 5 звёзд · 4 из 5 звёзд · 4 из 5 звёзд · 4 из 5 звёзд |
| Slant             | [ 11 ]                                                                   |
| Spin              | (8/10)                                                                   |
| Sputnikmusic      | [ 13 ]                                                                   |
| Stylus            | A                                                                        |
| Tiny Mix Tapes    | [ 15 ]                                                                   |

## Список композиций
Слова и музыка всех песен — The National, кроме помеченных.
| №   | Название                 | Автор(ы)                   | Длительность |
| --- | ------------------------ | -------------------------- | ------------ |
| 1.  | «Fake Empire»            |                            | 3:25         |
| 2.  | «Mistaken for Strangers» |                            | 3:30         |
| 3.  | «Brainy»                 | The National, Карин Бессер | 3:18         |
| 4.  | «Squalor Victoria»       |                            | 2:59         |
| 5.  | «Green Gloves»           |                            | 3:39         |
| 6.  | «Slow Show»              |                            | 4:08         |
| 7.  | «Apartment Story»        |                            | 3:32         |
| 8.  | «Start a War»            |                            | 3:16         |
| 9.  | «Guest Room»             |                            | 3:18         |
| 10. | «Racing Like a Pro»      |                            | 3:23         |
| 11. | «Ada»                    | The National, Карин Бессер | 4:03         |
| 12. | «Gospel»                 | The National, Карин Бессер | 4:29         |

| №   | Название      | Длительность |
| --- | ------------- | ------------ |
| 13. | «Blank Slate» | 3:17         |
| 14. | «Santa Clara» | 4:06         |

## Приглашённые музыканты
- Тим Олбрайт — тромбон
- Томас Барлетт — клавишные
- Карин Бессер — вокал
- Сиджей Камериери — труба
- Рэйчел Эллиотт — фагот
- Полин ди Лассо — вокал
- Марла Хансен — вокал
- Хо-Янг Ким — виолончель
- Падма Ньюсом — альт, скрипка, орган
- Сара Филлипс — кларнет
- Алекс Сопп — флейта
- Суфьян Стивенс — фортепиано в «Racing Like a Pro» и «Ada»
- Джеб Уоллес — валторна